# Eontia
Eontia is een geslacht van tweekleppigen uit de  familie van de Noetiidae.

## Soorten
- Eontia bisulcata (Lamarck, 1819)
- Eontia olssoni (Sheldon & Maury, 1922)
- Eontia ponderosa (Say, 1822)